# Stichoplastoris obelix
Stichoplastoris obelix é uma espécie de aranha pertencente à família Theraphosidae (tarântulas).